# 斯特蘭鱥
斯特蘭鱥（学名：Phoxinus strandjae）為輻鰭魚綱鯉形目雅羅魚科鱥屬的魚類，被IUCN列為瀕危保育類動物，分布於歐洲保加利亞和土耳其的韋萊卡河和雷索夫斯卡河流域，本魚體延長且側扁，體長可達6.7公分，棲息在水質清澈、溶氧量高、礫石底質的水域，生活習性不明。